# Merrill (thị trấn), Wisconsin
Merrill là một thị trấn thuộc quận Lincoln, tiểu bang Wisconsin, Hoa Kỳ. Năm 2010, dân số của thị trấn này là 2.937 người.